# Bewertungswahlrecht
Unter Bewertungswahlrecht versteht man im Rechnungswesen das dem bilanzierenden Unternehmen kraft Gesetzes eingeräumte Recht, zwischen zwei oder mehreren Werten wählen zu dürfen.

## Allgemeines
Bei den Bilanzierungswahlrechten interessiert die Frage, ob bestimmte bilanzierungsfähige, aber nicht bilanzierungspflichtige Aktiv- oder Passivposten in die Bilanz aufgenommen werden sollen. Bei Bewertungswahlrechten geht es hingegen um die Frage, mit welchem Wert ein in die Bilanz aufgenommenes Wirtschaftsgut angesetzt werden soll. Der letztlich angesetzte Wert ist das Ergebnis der Bewertung von Vermögensgegenständen und Schulden. Die meisten Bilanzierungsvorschriften des Bilanzrechts sind zwingend einzuhalten und räumen keinen unternehmerischen Handlungsspielraum ein. Hierzu gehören insbesondere die Bilanzierungsgrundsätze Bilanzwahrheit, Bilanzkontinuität und Bilanzklarheit sowie das Niederstwert- und Höchstwertprinzip. Kann-Bestimmungen hingegen gewähren dem Bilanzierenden ein Wahlrecht unter mehreren Werten.

## Arten von Wahlrechten
Einen unternehmerischen Beurteilungsspielraum gewährt hingegen der im Handelsgesetzbuch (HGB) oft erwähnte Grundsatz der vernünftigen kaufmännischen Beurteilung. Dieser unbestimmte Rechtsbegriff erfasst sowohl Bilanzpositionen auf der Aktiv- als auch auf der Passivseite.
Generell wird zwischen Methoden- und Wertansatzwahlrechten unterschieden:

### Methodenwahlrechte
Dem bilanzierenden Unternehmen ist die Wahl zwischen mehreren Bewertungs- und anerkannten Abschreibungsmethoden überlassen.
- Aktiva
  - Verbrauchsfolgeverfahren bei den Sammelbewertungsverfahren des Vorratsvermögens:
Bei den Anschaffungskosten für Roh-, Hilfs- und Betriebsstoffe (RHB) besteht die Wahl zwischen der Bewertung nach dem gewogenen Durchschnittsverfahren einerseits und dem Lifo-Verfahren andererseits. Handelsrechtlich besteht darüber hinaus nach § 256 HGB noch die Möglichkeit zur Anwendung des Fifo-Verfahrens.[2] Ein Wechsel des gewählten Verbrauchsfolgeverfahrens ist unter bestimmten Voraussetzungen möglich.
  - Herstellungskosten: Wertuntergrenze bilden die Einzelkosten, aktivierungsfähig dagegen sind notwendige und angemessene Material- und Fertigungsgemeinkosten sowie Verwaltungsgemeinkosten, sofern sie auf den Zeitraum der Herstellung entfallen (§ 255 Abs. 2 Satz 3 bis 5 HGB). Es besteht somit ein großer Spielraum für die Einbeziehung von Gemeinkosten.[3] Der Zinsaufwand für Fremdkapital, das zur Finanzierung der Herstellung einer Bilanzposition aufgenommen wurde, darf nach § 255 Abs. 3 Satz 2 HGB bei den Herstellungskosten berücksichtigt werden. Deren Untergrenze bilden die Einzelkosten (Material-, Fertigungs- und Sondereinzelkosten der Fertigung).
  - Abschreibungsmethode ist die Art der Ermittlung der Abschreibung. Die Methodenfreiheit überlässt dem Bilanzierenden unter bestimmten Voraussetzungen die Wahl und auch den Wechsel der Abschreibungsmethode. Im Handelsrecht sind lineare, geometrisch und arithmetisch-degressive, progressive (arithmetisch und geometrisch-progressive) und leistungsabhängige Abschreibung zulässig. In der Steuerbilanz hingegen ist die progressive Abschreibung verboten, während die geometrisch-degressive (bei beweglichem Sachanlagevermögen nach § 7 Abs. 2 EStG) und die arithmetisch-degressive (bei Gebäuden nur in fallenden Staffelsätzen nach § 7 Abs. 5 und Abs. 5a EStG) eingeschränkt zulässig sind. Handelsrechtlich ist die Wahl der Abschreibungsmethode zwar frei, doch muss sie den GoB entsprechen und darf nicht in Widerspruch zum tatsächlichen Abnutzungs- und Wertminderungsverlauf des Vermögensgegenstands stehen.[4] Einschränkungen ergeben sich aus dem Steuerrecht und begrenzen den handelsrechtlichen Spielraum wegen des abgeschafften umgekehrten Maßgeblichkeitsprinzips.
  - Festbewertung im Anlagevermögen: Regelmäßig ersetzte Vermögensgegenstände des Sachanlagevermögens sowie RHB können nach § 240 Abs. 3 HGB mit einer gleichbleibenden Menge und einem gleichbleibenden Wert angesetzt werden.
  - Gruppenbewertung im Anlagevermögen: Gleichartige Vermögensgegenstände des Vorratsvermögens sowie andere gleichartige oder annähernd gleichwertige bewegliche Vermögensgegenstände können jeweils zu einer Gruppe zusammengefasst und mit dem gewogenen Durchschnittswert angesetzt werden (§ 240 Abs. 4 HGB).
  - Im Konzernabschluss ist nach § 312 Abs. 1 HGB beim Ausweis einer „at equity“ angesetzten Beteiligung bei der Berücksichtigung des Unterschiedsbetrags die Wahl zwischen Buchwert- oder Kapitalanteilsmethode möglich. Als Bewertungswahlrechte im Sinne des § 308 Abs. 1 Satz 1 HGB werden auch Bewertungsspielräume nach dem Recht der Muttergesellschaft angesehen, die dadurch entstehen, dass innerhalb einer Bewertungsmethode die Rechengrößen ungewiss sind und der Wert geschätzt werden muss.
- Passiva
  - Pensionsrückstellungen: Nach § 253 Abs. 2 Satz 2 HGB dürfen Rückstellungen für Altersversorgungsverpflichtungen oder vergleichbare langfristig fällige Verpflichtungen pauschal mit dem durchschnittlichen Marktzinssatz abgezinst werden, der sich bei einer angenommenen Restlaufzeit von 15 Jahren ergibt. Mit der freien Entscheidung über die Höhe des Abzinsungszinsfußes kann der Wertansatz der Pensionsrückstellung beeinflusst werden.[5]
  - Aufwandsrückstellungen: Bewertungswahlrechte können vor allem bei Rückstellungen genutzt werden, für die ein Passivierungswahlrecht besteht. Bei Aufwandsrückstellungen besteht ein Wertansatzwahlrecht dem Umfang nach, denn es ist ein Betrag „zwischen „Null“ (keine Passivierung) und dem nach vernünftiger kaufmännischer Beurteilung gebotenen Wert (volle Passivierung)“ zulässig.[6] Allerdings sind sie spätestens 3 Monate nach einem Bilanzstichtag nachzuholen (§ 249 Abs. 1 Nr. 1 HGB).

### Wertansatzwahlrechte
Das Handelsrecht gestattet in ausdrücklich genannten Fällen die Wahl zwischen zwei oder mehreren gesetzlich zulässigen Wertansätzen. Wertansatzwahlrechte lassen sich in Abwertungs- und Aufwertungswahlrechte unterteilen.
- Abwertungswahlrechte setzen eine nicht dauerhafte Wertminderung voraus. Sie gestatten, einen Vermögensgegenstand mit einem gegenüber den fortgeführten Anschaffungs- oder Herstellungskosten oder durch zwingende außerplanmäßige Abschreibungen geminderten Wertansatz niedrigeren Wert anzusetzen. Sie führen zu stillen Reserven.
  - Im Finanzanlagevermögen ist bei vorübergehender Wertminderung eine außerplanmäßige Abschreibung nicht zwingend vorgeschrieben (§ 253 Abs. 3 Satz 6 HGB). Es wird unterstellt, dass die Wertminderung durch eine gegenläufige Wertaufholung in der Zukunft wieder ausgeglichen wird.[7]
  - Geringwertige Wirtschaftsgüter dürfen im Jahr ihrer Anschaffung voll abgeschrieben werden (§ 6 Abs. 2 EStG).
- Aufwertungswahlrechte betreffen Wertaufholungen bei Vermögensgegenständen und führen zur Auflösung stiller Reserven. Die Zuschreibung ist wegen des strengen Realisationsprinzips materiell auf die Aufhebung früherer Abschreibungen begrenzt (Wertaufholung). Da das BilMoG im Mai 2009 für alle Rechtsformen grundsätzlich ein Wertaufholungsgebot im Anlage- und Umlaufvermögen geschaffen hat (§ 253 Abs. 5 Satz 1 HGB), sind Aufwertungswahlrechte in diesem Bereich nicht mehr vorhanden. Dieses handelsrechtliche Wertaufholungsgebot ist steuerrechtlich durch § 6 Abs. 1 Nr. 2 EStG gedeckt.
  - Neubewertungsreserve: Seit dem letzten Buchwert eingetretene Preis- oder Kurserhöhungen bei Vermögenswerten dürfen nach § 253 Abs. 5 Satz 1 HGB nicht in Form von Zuschreibungen berücksichtigt werden, während nach IAS (Available for Sale) die Möglichkeit einer Neubewertungsreserve besteht. Gemäß Art. 7 Abs. 1 Richtlinie 2013/34/EU (Bilanz-Richtlinie)[8] vom Juni 2013 ist den EU-Mitgliedstaaten der Erlass von nationalen Vorschriften erlaubt, allen Unternehmen die Bewertung des Anlagevermögens zu Neubewertungsbeträgen zu gestatten, wobei der Unterschiedsbetrag zwischen der Bewertung zu den Anschaffungs- oder Herstellungskosten und der Bewertung auf Neubewertungsbasis der Neubewertungsreserve in der Bilanz als Eigenkapital zuzuführen ist; hierfür gilt eine Ausschüttungssperre (Art. 7 Abs. 2). Da es im HGB weiterhin – wegen Verstoßes gegen das Niederstwertprinzip – an diesen Regelungen zur Neubewertung fehlt, kommt die Nutzung der Neubewertungsreserven nur für jene deutsche Unternehmen in Frage, die als Wertpapieremittenten an einem organisierten Kapitalmarkt auftreten. Diese sind nach der IAS-Verordnung vom Juli 2002[9] verpflichtet, seit 2005 in ihren Konzernabschlüssen zwingend die IAS (jetzt: IFRS = International Financial Reporting Standards) anzuwenden. Hierzu regelt § 315a HGB, welche HGB-Bestimmungen für diese Unternehmen entsprechend anzuwenden sind.
  - Ansatz des gestiegenen Teilwerts: Ist der Teilwert von Anlage- oder Umlaufvermögen aufgrund einer voraussichtlich dauernden Wertminderung niedriger, so kann dieser angesetzt werden (§ 6 Abs. 1 Nr. 2 Satz 3 EStG), es kann demnach jedoch auch ein Ansatz des gestiegenen Teilwerts vorgenommen werden.

## Bedeutung
Je nach Wertansatz ändern sich verschiedene Bilanzkennzahlen wie Eigenkapitalquote oder Anlagenintensität. Bewertungswahlrechte haben zudem Auswirkungen auf den Jahresüberschuss und beeinflussen so den Cash-Flow und die Rentabilität. Das Ausüben von Bewertungswahlrechten kann für Zwecke der Substanzerhaltung und Finanzierung genutzt werden.
Das BilMoG hat zwar im Mai 2009 eine Vielzahl von Bewertungswahlrechten abgeschafft, doch besteht für bilanzierende Unternehmer immer noch ein beachtlicher bilanzieller Handlungsspielraum. Nicht nur das deutsche Handelsrecht, sondern auch die internationalen Rechnungslegungsstandards wie IAS und US-GAAP kennen Bewertungswahlrechte, die zusammen mit den Bilanzierungswahlrechten zu einer eingeschränkten Aussagefähigkeit von Jahresabschlüssen beitragen. Sie werden von Unternehmen insbesondere genutzt, um materielle Bilanzpolitik zu betreiben.